# Lukas Fähndrich
Lukas Fähndrich (Luzern, 26 augustus 1984) is een Zwitsers voetbalscheidsrechter. Hij is in dienst van FIFA en UEFA sinds 2020. Ook leidt hij sinds 2014 wedstrijden in de Super League.
Op 27 april 2014 leidde Fähndrich zijn eerste wedstrijd in de Zwitserse nationale competitie. Tijdens het duel tussen FC Thun en FC St. Gallen (4–0) trok de leidsman driemaal de gele kaart. In Europees verband debuteerde hij tijdens een wedstrijd tussen Glentoran en HB Tórshavn in de eerste voorronde van de Europa League; het eindigde in 1–0 en Fähndrich gaf acht gele kaarten. Zijn eerste interland floot hij op 8 september 2021, toen Albanië met 5–0 won van San Marino in een kwalificatiewedstrijd voor het WK 2022. Rey Manaj, Qazim Laçi, Armando Broja, Elseid Hysaj en Myrto Uzuni zorgden voor de doelpunten. Tijdens dit duel gaf Fähndrich twee gele kaarten, aan Odise Roshi (Albanië) en David Tomassini (San Marino).

## Interlands
| Datum            | Plaats                  | Wedstrijd                  | Uitslag | Competitie             | Kreeg geel | Kreeg voor de tweede keer geel en dus rood | Weggestuurd |
| ---------------- | ----------------------- | -------------------------- | ------- | ---------------------- | ---------- | ------------------------------------------ | ----------- |
| 8 september 2021 | Elbasan, Albanië        | Albanië – San Marino       | 5 – 0   | WK 2022 kwalificatie   | 2          | 0                                          | 0           |
| 28 maart 2023    | Glasgow, Schotland      | Schotland – Spanje         | 2 – 0   | EK 2024 kwalificatie   | 6          | 0                                          | 0           |
| 16 juni 2023     | Skopje, Noord-Macedonië | Noord-Macedonië – Oekraïne | 2 – 3   | EK 2024 kwalificatie   | 4          | 1                                          | 0           |
| 21 maart 2024    | Larnaca, Cyprus         | Cyprus – Letland           | 1 – 1   | Vriendschappelijk      | 1          | 0                                          | 0           |
| 11 oktober 2024  | Boedapest, Hongarije    | Hongarije – Nederland      | 1 – 1   | Nations League 2024/25 | 3          | 1                                          | 0           |

Laatst bijgewerkt op 17 oktober 2024.